# باول أبراهامز
باول أبراهامز (بالإنجليزية: Paul Abrahams)‏ (31 أكتوبر 1973 في المملكة المتحدة - ) هو لاعب كرة قدم بريطاني في مركز الهجوم. لعب مع كولتشستر يونايتد ونادي برينتفورد وهيبريدج سويفتس ونادي كيترينغ تاون وكانفي آيلاند ونادي سودبوري وتشيشام يونايتد ‏ وويفنهو تاون ‏ وهلستد تاون ‏.

## وصلات خارجية
- باول أبراهامز على موقع قاعدة بيانات كرة القدم.إي يو (الإنجليزية)
- باول أبراهامز على موقع Soccerbase.com (لاعب) (الإنجليزية)